# Purgatory (film din 1999)
Purgatoriu (titlu original: Purgatory) este un film american western de groază din 1999 regizat de Uli Edel. Este produs pentru televiziune. Rolurile principale au fost interpretate de actorii Sam Shepard, Eric Roberts, Peter Stormare și Brad Rowe. Filmul a avut premiera pe canalul TNT la 10 ianuarie 1999.

## Prezentare
Se concentrează pe o bandă de răufăcători care își croiesc drumul către o vale ascunsă și un oraș pașnic în care locuitorii evită înjurăturile, alcoolul, armele și orice fel de violență, dar seamănă cu eroii western morți. 

## Distribuție
- Sam Shepard - Șerif Forrest / 'Wild Bill' Hickok
- Eric Roberts - Jack 'Blackjack' Britton
- Randy Quaid - Doc Woods / 'Doc' Holliday
- Peter Stormare - Cavin Guthrie
- Brad Rowe - Leon 'Sonny' Miller
- Donnie Wahlberg - Deputy Glen / Billy 'The Kid'
- J.D. Souther - Brooks / Jesse James
- Amelia Heinle - Rose / Betty McCullough
- Shannon Kenny - Ivy / Dolly Sloan
- John Dennis Johnston - Lamb / Jack 'Lefty' Slade
- Saginaw Grant - Paznicul indian al porții
- R.G. Armstrong - Conducător de diligență
- Richard Edson - Euripides
- Gregory Scott Cummins - Knox
- John Diehl - 'Badger' Britton
- Michael Shaner - Jacinto
- Les Lannom - Barman

## Producție
Scriitorul Gordon Dawson a lucrat la mai multe western-uri anterior și a fost inspirat să scrie o povestire cu morală religioasă, plasată într-un oraș din Vestul Sălbatic locuit de fantome.. A fost filmat aproape de studiourile Warner Brothers în vara anului 1998, pe 35 mm.